# さゆりんの音楽楽園
『さゆりんの音楽楽園』（さゆりんのミュージックパラダイス）は、2001年10月から2013年9月23日までの12年間CBCラジオで放送されていた音楽番組。通称『さゆパラ』。

## パーソナリティ
- 井上小百合（名古屋タレントビューロー所属） - 2007年4月から番組最終回までは、新聞のラジオ欄に「さゆりん」と表記されていた。

## 放送時間
- いずれもJST。
- 2013年4月1日から同年9月25日（最終回）までは月曜21:00 - 22:00に放送されていた。
  - 2013年4月2日より火曜 - 金曜21:00 - 22:00は戸井康成が担当する『ドラ魂ナイト』の放送時間となった。

プロ野球ナイトゲームイン編成月曜日 - 金曜日 21:00 - 22:00
プロ野球ナイトゲームオフ編成月曜日 - 金曜日 21:00 - 21:30
以前の放送時間
月曜日 - 金曜日20:00 - 22:00（プロ野球ナイトゲームシーズン）。
月曜日は20:00 - 21:30、火曜日 - 金曜日は21:00 - 21:30（2008年プロ野球ナイトゲームオフシーズン）。
- 2008年10月改編に伴い、それまで直後に放送されていた中日新聞ニュースを内包するようになった。

### 追記およびストリーミング放送について
- 2001年10月の放送開始から半年間は、毎週土曜日19:00 - 19:55の録音放送。2002年春改編で平日夜9時台の生ワイド番組に変更された。
- 現在はシーズンによって放送時間が変更となる。詳細は下記の通り。

21:00 - 21:55（プロ野球ナイトゲームシーズン及び2002年オフ）
21:00 - 21:25（プロ野球ナイトゲームオフシーズン、2003年オフ以降2007年オフまで）
なお、今年度オフは上記の通り、月曜日のみ20:00からの（火曜日 - 金曜日は従来通り21:00からの）スタートとなり、放送終了も21:30に変更となった。
- プロ野球シーズン中はナイトゲームのクッション番組となり、22時以降も試合が延びた場合放送は休止される。そのため、場合によっては超短縮放送となることがあり、現在の放送時間最短記録は2011年8月3日に記録した1分52秒である。[1][2]
- 2007年のプロ野球ナイトゲームシーズン時の日曜24:00 - 24:30は、『さゆぱら+』（さゆぱらプラス）という番組が放送されていた。
- ドラゴンズがデーゲームの場合、『CBCドラゴンズスペシャル』が放送するため、その関係で『いくよ・くるよのもうかりまっか?』が21時台に移動・放送されるため、その後の放送となっていた。2009年度より13時台の放送となったため殆どの場合デーゲームの前に放送された。
- 場合によっては月曜日に公開録音等の特番が入るため、番組自体が休止になる場合もあった。
- 月曜日にCBCドラゴンズナイターが組まれた場合（中日戦のみ、他球団同士の場合はネットされない）、本来月曜に放送される番組の一部（『JOMOプレゼンツ 渡辺真理のコトバ遺産』など）が先行して放送されるため、その後の放送となる。その場合は、たとえ20分程度の延長でも当番組が休止になる場合がある。
  - 2008年5月26日は交流戦「中日ドラゴンズvs福岡ソフトバンクホークス」のため、上記の形式の放送予定だったが、試合が早く終わったこともあり、20分繰り上げスタート（21:05）となった。
- 2008年4月から、commuf@光サイト内でインターネット番組さゆミファそらしどが放送開始（外部リンク）。毎週金曜日に更新を行なっている。
- 2010年11月24日の放送をもって、放送2000回を達成。当日は20:00からの拡大放送で、いきものがかりなどさゆぱらゆかりのゲストが多数登場した。
- 2011年1月19日 - 21日の放送で、井上がインフルエンザで初めて番組を休んだ時は、その代理に森合康行（19日）、戸井康成（20日、21日）がメインパーソナリティーを務めた。

## コーナー
- ゲストコーナー

ゲスト紹介（録音がほとんど。トークゲストとコメントゲストがあり、コメントゲストの場合、さゆりんとのトーク無し）
- 今日のさゆりん

さゆりんがふと思った話題についてとりあげるコーナー
- いっしょに歌お!CBCラジオ※

上記プロジェクトからの推薦曲から一曲。
- Today's pick  up!※

一枚のアルバムから選曲するコーナー
（注）※はプロ野球ナイトゲームシーズン時のみ
- 過去にはオープニングで思い出の曲のリクエストコーナーがあった。

## 番組使用曲
- RePureのテーマ（I've） - 元は、アニメ『シスター・プリンセス RePure』のオープニング冒頭箇所及び次回予告でのBGMに使用されていた曲である。この曲は、同作品のサウンドトラックCDに収録されている。

## CBCラジオの夜ワイド番組とゲスト紹介について
- かつてのCBCラジオは、『小堀勝啓のわ!Wide とにかく今夜がパラダイス』や『CREATIVE_COMPANY_冨田和音株式会社』等といった夜ワイド番組の前半でアーティストのゲストを紹介する構成になっていた（後半にもゲストが登場することもたまにあった）。
- しかし、『本気汗』終了後の『BATTLE_TALK_RADIO_アクセス』ネット受けによって、また、その当時CBCラジオは東海ラジオでネットされていた『allnightnippon SUPER!』を意識し、左記の番組の対象世代よりも上を意識した番組編成を行ったため、一時期夜ワイド番組内でのゲスト紹介がない時期もあった（2001年度に関しては自主制作の夜ワイド番組は月曜のみの状況だった）。
- 当放送の平日移動によって、時間は短いものの、アーティストのゲストを紹介を行なう夜ワイド番組が復活したが、当放送でのゲスト紹介は録音で行なわれる場合が多く、場合によってはさゆりん抜きのゲストのみのコメントにとどまる場合もある。

## 関係項目
- CBC演歌ベストテン - さゆりんがパーソナリティを務める演歌番組。